# Císařsko-královské státní dráhy
Císařsko-královské státní dráhy (německy kaiserlich-königliche Staatsbahnen, kkStB), od roku 1915 Císařsko-královské rakouské státní dráhy (německy kaiserlich-königliche österreichische Staatsbahnen), byla státní železniční společnost působící v předlitavské části Rakousko-Uherska. Vznikly v roce 1884, přičemž v následujícím období byly postupně soukromé rakouské železniční společnosti zestátňovány a kkStB přebíraly jejich tratě i vozový park. Na konci první světové války měřila železniční síť kkStB přibližně 19 000 km. Po rozpadu habsburské monarchie v roce 1918 se Císařsko-královské rakouské státní dráhy rozdělily do státních drah nástupnických států.

## Ředitelství státních drah (1910)
S rozšiřováním železnic, postupným zestátněním a připojením lokálních tratí k přiléhajícím tratím hlavním došlo 20. dubna 1910 k úpravě obvodních c. k. ředitelství státních drah:
- I. Státní ředitelství ve Vídni,
- II. Ředitelství severní dráhy ve Vídni,
- III. Ředitelství linií společnosti státní dráhy ve Vídni,
- IV. Ředitelství severozápadní dráhy ve Vídni;
- V. Státní ředitelství v Linci,
- VI. Státní ředitelství v Innomostí (Innsbruck),
- VII. Státní ředitelství v Běláku (Villach),
- VIII. Státní ředitelství v Terstu,
- IX. Státní ředitelství v Plzni,
- X. Státní ředitelství v Praze,
- XI. Ředitelství české severní dráhy v Praze,
- XII. Státní ředitelství v Olomouci,
- XIII. Státní ředitelství v Krakově,
- XIV. Státní ředitelství ve Lvově,
- XV. Státní ředitelství ve Stanislavi (Stanisławów) a výkonná správa v Černovicích.[1]

## Zestátněné společnosti
Do první světové války byly zestátněny téměř všechny velké železniční společnosti působící v Předlitavsku. Některé z nich jsou uvedeny v následujícím výčtu:
- Bozen-Meraner Bahn
- Bukowinaer Lokalbahnen
- České obchodní dráhy (Böhmische Commercialbahnen)
- Česká severní dráha (Böhmische Nordbahn)
- Česká západní dráha (Böhmische Westbahn)
- Dniester Bahn
- Dráha císaře Františka Josefa (Kaiser-Franz-Josephs-Bahn)
- Dráha císařovny Alžběty (Kaiserin Elisabeth-Bahn)
- Duchcovsko-podmokelská dráha (Dux-Bodenbacher Eisenbahn-Gesellschaft)
- Erzherzog Albrecht-Bahn
- Galizische Carl Ludwig-Bahn
- Kaiser Franz Joseph-Orientbahn
- Kremsthalbahn
- Kronprinz Rudolf-Bahn
- Moravská pohraniční dráha (Mährische Grenzbahn)
- Moravsko-slezská centrální dráha (Mährisch-Schlesische Centralbahn)
- Mühlkreisbahn
- Niederösterreichische Südwestbahnen
- Plzeňsko-březenská dráha (Eisenbahn Pilsen–Priesen(–Komotau))
- Pražsko-duchcovská dráha (Prag-Duxer Eisenbahn)
- Rakouská severozápadní dráha (Österreichische Nordwestbahn)
- Rakouská společnost místních drah (Österreichische Lokaleisenbahngesellschaft)
- Rakouská společnost státní dráhy (Österreichisch-ungarische Staatseisenbahngesellschaft)
- Severní dráha císaře Ferdinanda (Kaiser Ferdinands-Nordbahn)
- Vorarlbergbahn

## Nástupnické společnosti
- Československo – Československé státní dráhy
- Jugoslávie – Jugoslovenske državne železnice
- Itálie – Ferrovie dello Stato
- Polsko – Polskie Koleje Państwowe
- Rakousko – Österreichische Bundesbahnen (do roku 1923 Österreichische Staatsbahnen)
- Rumunsko – Căile Ferate Române (pouze v oblasti Bukoviny; Sedmihradsko a část Uher převzata po MÁV)